# 枪刀菜
枪刀菜（学名：Hypoestes cumingiana）为爵床科枪刀药属的植物。分布于菲律宾、台湾岛等地，多生在海岸，目前尚未由人工引种栽培。